# Gustav Ludwig Hertz
Gustav Ludwig Hertz   (Hamburg, 22 de juliol de 1887 - Berlín Est, 30 d'octubre de 1975) fou un físic alemany guardonat l'any 1925 amb el Premi Nobel de Física.

## Biografia
Nascut el 22 de juliol de 1887 a la ciutat alemanya d'Hamburg, fou nebot del també físic Heinrich Rudolf Hertz.
Va començar la seva carrera, després d'estudiar física en diverses universitats alemanyes, treballant com a tècnic en un laboratori. El 1913 va passar a ser professor, i va portar a terme experiments de física atòmica a la Universitat de Berlín, per passar a formar part posteriorment del departament d'investigació de la Philips a la ciutat d'Eindhoven als Països Baixos. Després de la Segona Guerra Mundial, es va traslladar a la Unió Soviètica, on va tornar a impartir classes a la Universitat de Moscou i treballà en un laboratori d'investigació científica. Al seu retorn a Alemanya, l'any 1954 fou nomenat director de l'Institut Max Planck de Física a la Universitat de Leipzig.
Ludwing Hertz es morí el 30 d'octubre de 1975 a la ciutat de Berlín.

## Recerca científica
El 1913, va estudiar amb James Franck el potencial de ionització de l'àtom en diferents elements, observant que l'energia d'impacte d'aquests amb els electrons és absorbida, solament segons modalitats predeterminades, pels àtoms. Aquestes investigacions van contribuir al desenvolupament posterior de la física atòmica. Aquest descobriment fou anomenat experiment de Franck-Hertz i comportà la confirmació del model atòmic de Bohr sobre l'àtom.
Per aquest descobriment, ambdós físics foren guardonats amb el Premi Nobel de Física de l'any 1925.